# Coppa Collecchio
La Coppa Collecchio és una competició ciclista italiana d'un sol dia i que es disputa anualment pels voltants de Collecchio a la Província de Parma. Està reservada a ciclistes amateurs i sub-23.

## Palmarès
| Any       | Vencedor             | Segon              | Tercer              |
| --------- | -------------------- | ------------------ | ------------------- |
| 1929      | Ettore Morellini     |                    |                     |
| 1930      | Vasco Bergamaschi    |                    |                     |
| 1931      | Mario Borsari        |                    |                     |
| 1932      | Bruno Negri          |                    |                     |
| 1933      | Edoardo Molinar      |                    |                     |
| 1934      | Armando Zucchini     |                    |                     |
| 1935      | Pietro Rimoldi       | Rinaldo Gerini     | Renato Scorticati   |
| 1936      | Aldo Poste           |                    |                     |
| 1937      | Angelo Fava          |                    |                     |
| 1938      | Corrado Ardizzoni    |                    |                     |
| 1939      | Francesco De Rosa    |                    |                     |
| 1940      | Arnaldo Cristofori   |                    |                     |
| 1941      | No disputada         |                    |                     |
| 1942      | Federico Rozzi       |                    |                     |
| 1943-1944 | No disputada         |                    |                     |
| 1945      | Giovanni Ronco       |                    |                     |
| 1946      | Nello Spreafichi     |                    |                     |
| 1947      | Luciano Pezzi        |                    |                     |
| 1948      | No disputada         |                    |                     |
| 1949      | Gianni Ghidini       |                    |                     |
| 1950      | Angelo Venturoli     |                    |                     |
| 1951      | Renzo Cella          |                    |                     |
| 1952      | Aldo Gandini         |                    |                     |
| 1953      | Renato Ponzini       |                    |                     |
| 1954      | Gino Reggiani        |                    |                     |
| 1955      | Gianni Ferlenghi     |                    |                     |
| 1956      | Nello Olivetti       |                    |                     |
| 1957      | Colombo Cassano      |                    |                     |
| 1958      | Ercole Baldini       |                    |                     |
| 1959      | Guido Carlesi        |                    |                     |
| 1960      | Remo Amici           |                    |                     |
| 1961      | Guido Neri           |                    |                     |
| 1962      | Lorenzo Lorenzi      |                    |                     |
| 1963      | Alberto Pellizzaro   |                    |                     |
| 1964      | Emilio Casalini      |                    |                     |
| 1965      | Pietro Guerra        |                    |                     |
| 1966      | Gianni Motta         |                    |                     |
| 1967      | Ernesto Jotti        |                    |                     |
| 1968      | Paolo Zini           |                    |                     |
| 1969      | Giovanni Varini      |                    |                     |
| 1970      | No disputada         |                    |                     |
| 1971      | Bruno Reggenini      |                    |                     |
| 1972      | Claudio Guarnieri    |                    |                     |
| 1973      | Massimo Tremolada    |                    |                     |
| 1974      | Paolo Simboli        |                    |                     |
| 1975      | Wainer Reggiani      |                    |                     |
| 1976      | Emanuele Bombini     |                    |                     |
| 1977      | Daniele Antinori     |                    |                     |
| 1978      | Fabrizio Rizzolini   |                    |                     |
| 1979      | Paolo Maini          |                    |                     |
| 1980      | No disputada         |                    |                     |
| 1981      | Fabio Benotti        |                    |                     |
| 1982      | Daniele Simboli      |                    |                     |
| 1983      | No disputada         |                    |                     |
| 1984      | Roberto Pelliconi    |                    |                     |
| 1985      | Maurizio Vandelli    |                    |                     |
| 1986      | Marco Lietti         |                    |                     |
| 1987      | Gianluca Tonetti     |                    |                     |
| 1988      | Gianluca Tonetti     |                    |                     |
| 1989      | Stefano Zanini       |                    |                     |
| 1990      | Enrico Cecchetto     |                    |                     |
| 1991      | Alessandro Bertolini |                    |                     |
| 1992      | Elio Aggiano         |                    |                     |
| 1993      | Daniele Sgnaolin     |                    |                     |
| 1994      | Sergio Previtali     |                    |                     |
| 1995      | Michele Bedin        |                    |                     |
| 1996      | Diego Ferrari        |                    |                     |
| 1997      | Ruslan Ivanov        |                    |                     |
| 1998      | Michele Gobbi        |                    |                     |
| 1999      | Luigi Giambelli      |                    |                     |
| 2000      | Dimitri Dementiev    |                    |                     |
| 2001      | Volodymyr Starchyk   |                    |                     |
| 2002      | Roman Luhovyy        |                    |                     |
| 2003      | Davide Silvestri     |                    |                     |
| 2004      | Marco Vettoretti     |                    |                     |
| 2005      | Alessandro Raisoni   | Carlo Scognamiglio | Maurizio Biondo     |
| 2006      | Federico Masiero     | Mauro Colombera    | Sergey Rudaskov     |
| 2007      | Davide Bonucelli     | Damiano Margutti   | Emanuele Moschen    |
| 2008      | Leonardo Pinizzotto  | Sacha Modolo       | Daniel Oss          |
| 2009      | Andrea Vaccher       | Matteo Collodel    | Giorgio Cecchinel   |
| 2010      | Mario Sgrinzato      | Andrea Pasqualon   | Rafael Andriato     |
| 2011      | Enrico Battaglin     | Andrea Palini      | Francesco Lasca     |
| 2012      | Mario Sgrinzato      | Oleksandr Polivoda | Ricardo Pichetta    |
| 2013      | Mario Sgrinzato      | Paolo Colonna      | Andrei Nechita      |
| 2014      | Damiano Cima         | Stefano Perego     | Simone Bettinelli   |
| 2015      | Nicola Toffali       | Fausto Masnada     | Marco Bernardinetti |
| 2016      | Alexandr Riabushenko | Davide Orrico      | Andrea Vendrame     |
| 2017      | Federico Sartor      | Francesco Romano   | Davide Gabburo      |
| 2018      | Simone Ravanelli     | Luca Mozzato       | Ottavio Dotti       |